# Piedmont (Oklahoma)
Piedmont é uma cidade localizada no estado norte-americano de Oklahoma, no Condado de Canadian e Condado de Kingfisher.

## Demografia
Segundo o censo norte-americano de 2000, a sua população era de 3650 habitantes.
Em 2006, foi estimada uma população de 5008, um aumento de 1358 (37.2%).

## Geografia
De acordo com o United States Census Bureau tem uma área de
113,7 km², dos quais 113,5 km² cobertos por terra e 0,2 km² cobertos por água.

## Localidades na vizinhança
O diagrama seguinte representa as localidades num raio de 24 km ao redor de Piedmont.